# Two Tragedy Poets (...and a Caravan of Weird Figures)
Albums de Elvenking
The Scythe
(2007) Red Silent Tides
(2010)
Two Tragedy Poets (...and a Caravan of Weird Figures) est le cinquième album studio du groupe de folk et power metal italien Elvenking. L'album est sorti le 14 novembre 2008 sous le label AFM Records.
Cet album est différent de ses prédécesseurs : en effet, celui-ci est principalement acoustique, similairement à l'album Evocation I - The Arcane Dominion du groupe Eluveitie. Deux titres de cet album sont des versions acoustiques d'anciens titres : The Winter Wake et The Wanderer, provenant tous deux de l'album The Winter Wake.
Le titre From Blood to Stone est sorti en single quelque temps avant la sortie de l'album.

## Singles
- From Blood to Stone - début novembre 2008

## Musiciens
- Damnagoras – chant
- Aydan – guitare
- Rafahel - guitare
- Gorlan – basse
- Elyghen – violon, claviers
- Zender – batterie

## Liste des morceaux
1. The Caravan of Weird Figures
2. Another Awful Hobs Tale
3. From Blood to Stone
4. Ask a Silly Question
5. She Lives at Dawn
6. The Winter Wake (version acoustique)
7. Heaven Is a Place on Earth (reprise de Belinda Carlisle)
8. My Own Spider's Web
9. Not My Final Song
10. The Blackest of My Hearts
11. The Wanderer (version acoustique)
12. Miss Conception
13. My Little Moon